# Ja pots matar la núvia
Ja pots matar la núvia (originalment en anglès, You May Now Kill the Bride) és una pel·lícula dramàtica dels Estats Units estrenada el 2016 a la xarxa Lifetime. Entre el repartiment, compta amb Tammin Sursok, Ashley Newbrough, Rocky Myers i Carlton Bluford. El 22 de gener de 2022 es va estrenar el doblatge en català a TV3.

## Sinopsi
El dia que la Nicole fa 30 anys, la seva parella, el Mark, davant de la família i els amics, li proposa de casar-se. Ella accepta molt contenta i comencen a fer plans pel casament. Com que es volen casar en un lloc que tanca al cap de tres setmanes, ho han d'organitzar tot de pressa i corrents, i la germanastra del Mark s'ofereix a ajudar la Nicole a fer els preparatius, però la convivència amb ella no és fàcil i la cosa es comença a torçar.